# Pekka Ristola
Pekka Ristola, né le 13 mai 1929 à Iitti et mort le 1er août 2008, est un ancien spécialiste du combiné nordique finlandais. Il termine 4e de l'épreuve individuelle du combiné nordique aux Jeux olympiques de 1960.

## Biographie
Après sa carrière, il a été élu à Fédération finlandaise de ski et dans le club de Sotkamon Jymy (fi).

## Résultats

### Jeux olympiques
- Il termine 4e de l'épreuve individuelle du combiné nordique aux Jeux olympiques de 1960.

### Championnat du monde
Il s'est classé 11e à Falun en 1954 et 17e à Lahti en 1958. Il termine 8e en 1962 à Zakopane.

### Championnat de Finlande
- Il remporte le titre en 1964. Il termine deuxième en 1957 et 1958. Il termine troisième en 1956, 1961 et 1962.

### Festival de ski d'Holmenkollen
- Il a terminé troisième dans cette compétition en combiné nordique (no) en 1957.

### Jeux de ski de Suède
- Il a terminé deuxième en 1956 et troisième en 1957 en combiné nordique dans cette compétition.